# 브라운스톤 프로덕션
브라운스톤 프로덕션(Brownstone Productions)은 2002년에 엘리자베스 뱅크스와 맥스 핸델만이 설립한 미국의 영화, TV 프로그램 제작사이다. 본사는 미국 캘리포니아주 유니버설시티에 있다.

## 필모그래피
- 2009 써로게이트 Surrogates[3]
- 2012 피치 퍼펙트 Pitch Perfect[4]
- 2014 워크 오브 셰임 Walk of Shame[5]
- 2015 피치 퍼펙트: 언프리티 걸즈 Pitch Perfect 2[6]
- 2017 피치 퍼펙트 3 Pitch Perfect 3[7]
- 2019 미녀 삼총사 3 Charlie's Angels[8]